# Dermatocarpon tenue
Dermatocarpon tenue är en lavart som först beskrevs av Johannes Müller Argoviensis, och fick sitt nu gällande namn av Heiðmarsson. Dermatocarpon tenue ingår i släktet Dermatocarpon och familjen Verrucariaceae.   Inga underarter finns listade i Catalogue of Life.